# Nico Collins
Nico Collins (Pinson, 19 marzo 1999) è un giocatore di football americano statunitense che milita nel ruolo di wide receiver per gli Houston Texans della National Football League (NFL).

## Carriera

### Houston Texans
Collins al college giocò a football a Michigan. Fu scelto nel corso del terzo giro (89º assoluto) nel Draft NFL 2021 dagli Houston Texans. Debuttò come professionista nella gara del primo turno contro i Jacksonville Jaguars facendo registrare una ricezione da 7 yard. La sua stagione da rookie si concluse con 33 ricezioni per 446 yard e un touchdown in 14 presenze, 8 delle quali come titolare.
Nel quarto turno della stagione 2023, Collins ricevette 168 yard e 2 touchdown dal quarterback rookie C.J. Stroud nella vittoria sui Pittsburgh Steelers. Nella settimana 13 ricevette 191 yard e un touchdown nella vittoria sui Denver Broncos. Nell'ultimo turno ricevette un nuovo primato personale di 195 yard, oltre a un touchdown, che gli consentirono di superare per la prima volta quota mille in stagione. I Texans batterono gli Indianapolis Colts e si qualificarono per i playoff dopo avere vinto solo tre gare nella stagione precedente. A fine anno si classificò ottavo nella NFL con 1.297 yard ricevute. Nel primo turno di playoff guidò la squadra con 96 yard ricevute e un touchdown nella vittoria sui Cleveland Browns.
Il 28 maggio 2024 Collins firmó un rinnovo contrattuale triennale del valore di 72 milioni di dollari. Nella prima partita della stagione guidò la squadra con 117 yard ricevute nella vittoria sui Colts. La settimana successiva ne ricevette 135 nella vittoria sui Chicago Bears. Nel quarto turno fece registrare un nuovo primato personale di 12 ricezioni per 151 yard e un touchdown nella vittoria sui Jacksonville Jaguars. Divenne così il primo giocatore della storia dei Texans a ricevere 450 yard nelle prime quattro gare della stagione. La settimana successiva, mentre stava guidando la NFL con 567 yard ricevute, Collins si infortunò al tendine del ginocchio contro i Buffalo Bills. Il 9 ottobre fu inserito in lista infortunati. Tornato attivo, nella settimana 15 segnò due touchdown nella vittoria sui Miami Dolphins che diede ai Texans il titolo di division. A fine stagione fu convocato per il suo primo Pro Bowl.

## Palmarès
- Convocazioni al Pro Bowl: 1

2024